# Helianthemum cinereum
Helianthemum cinereum är en solvändeväxtart. Helianthemum cinereum ingår i släktet solvändor, och familjen solvändeväxter.

## Underarter
Arten delas in i följande underarter:
- H. c. masclansii
- H. c. argenteum
- H. c. cinereum
- H. c. guadiccianum
- H. c. hieronymi
- H. c. rotundifolium
- H. c. paui
- H. c. rossmaessleri